# قلعه هاکوینن

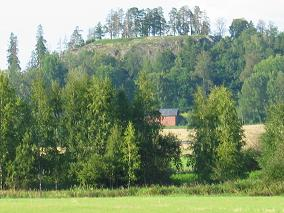
صخره قلعه هاکوینن در اوت ۲۰۰۵.

قلعه هاکوینن (انگلیسی: Hakoinen Castle) ویرانه‌های یک استحکامات بالای تپه در یاناککالا، فنلاند است. این استحکامات که قدمت آن به قرون وسطی می‌رسد بر روی صخره‌ای بسیار شیب‌دار در کنار دریاچه کرنا لانیاروی قرار داشت که یادآور سنت ساخت تپه قلعه‌هاست. بالای صخره ۶۳ متر (۲۰۷ فوت) بالاتر از سطح آب دریاچه است. امروزه سطح بسیار کمی از این قلعه باقی مانده‌است. نام این قلعه تاریخی نیست و از عمارت هاکوینن (به سوئدی: Haga gård) گرفته شده‌است. نام اصلی آن ناشناخته است، اما ممکن است «قلعه همن‌لینا» (Tavastehus در سوئدی) بوده باشد، که امروزه این نام برای قلعه‌های استفاده می‌شود.
این قلعه احتمالاً در اواخر قرن سیزدهم یا اوایل قرن چهاردهم ساخته شده‌است. حدس زده می‌شود که هااکوینن ممکن است قلعه ای باشد که در سال ۱۳۱۱ در جریان جنگ‌های سوئد و نیگورودی مورد حمله نیروهای مهاجم نووگورودی قرار گرفت، همان‌طور که در کرونیکل نوگورود توضیح داده شده‌است.
در نهایت هاکوینن رها شد. اما به نظر می‌رسد برخی فعالیت‌ها در آنجا تا دهه ۱۳۸۰ ادامه داشته‌است.
بر اساس کاوش‌های انجام شده، قلعه به دو قسمت تقسیم شده‌است. سازه‌های دفاعی پایین‌تر بیشتر از چوب و ساختمان‌های روی صخره از آجر و سنگ ساخته شده بودند. این قلعه احتمالاً دارای برج بوده‌است.
این سایت تنها در اوایل قرن بیستم کاوش شد.